# 남궁요열
남궁요열(南宮堯悅, 1912년 ~ 2002년 8월 20일)은 대한민국의 오보에 연주자이다.
경기도 용인에서 태어났으며, 니혼 대학 예술과 음악부를 졸업하였다. 고려교향악단 운영위원 및 그 악단의 오보에 연주자이다. 그 밖에도 서울교향악단, 전국 관악연맹이사, 해군군악학교장, 해군 본부 군악대장 등을 역임하였으며, 박태현과 함께 관악운동에 공헌이 크다.
2002년 8월 20일 경기도 용인시의 자택에서 90세를 일기로 숨졌다.

## 참고 문헌
- 이 문서에는 다음커뮤니케이션(현 카카오)에서 GFDL 또는 CC-SA 라이선스로 배포한 글로벌 세계대백과사전의 내용을 기초로 작성된 글이 포함되어 있습니다.